# Andreas Fetz
Andreas Fetz (13. srpna 1832 Bezau – 19. ledna 1899 Bregenz) byl rakouský právník a politik německé národnosti z Vorarlberska, v 2. polovině 19. století poslanec Říšské rady.

## Biografie
Pocházel z rodiny rolníka Johanna Dominika Fetze. Navštěvoval národní školu a vystudoval klášterní gymnázium sv. Floriána v Linci, kde maturoval roku 1852. Pak studoval roku 1852 klasickou filologii na Univerzitě v Innsbrucku a od roku 1852 práva v Mnichově a od roku 1854 ve Vídni. V roce 1857 získal na Vídeňské univerzitě titul doktora práv. Profesí byl dvorním a soudním advokátem ve Vídni, od roku 1878 v Bregenzu. Roku 1884 získal Řád Františka Josefa. Téhož roku mu město Bregenz udělilo čestné občanství.
Byl veřejně a politicky činný. Zastával funkci prezidenta Červeného kříže, člena dobročinného spolku, spolku pro podporu cestovního ruchu nebo vorarlberského spolku přátel ústavy. V Bregenzu zasedal v obecní radě a od 1. ledna 1879 do 31. prosince 1890 byl starostou tohoto města. Zasedal rovněž jako poslanec Vorarlberského zemského sněmu, konkrétně v letech 1868–1869, 1871–1877 a 1884–1892.
Působil také coby poslanec Říšské rady (celostátního parlamentu Rakouska-Uherska, respektive Předlitavska), kam ho delegoval Vorarlberský zemský sněm roku 1868 (Říšská rada tehdy ještě byla volena nepřímo, coby sbor delegátů zemských sněmů). Nastoupil 17. října 1868 místo Carla von Seyffertitze. V době svého parlamentního působení je uváděn coby Dr. Andreas Fetz, advokát ve Vídni. Byl liberálně orientován (tzv. Ústavní strana, liberálně a centralisticky orientovaná).
Zemřel v lednu 1899, po dlouhé nemoci ve věku 65 let.